# 罗伯特·普特南

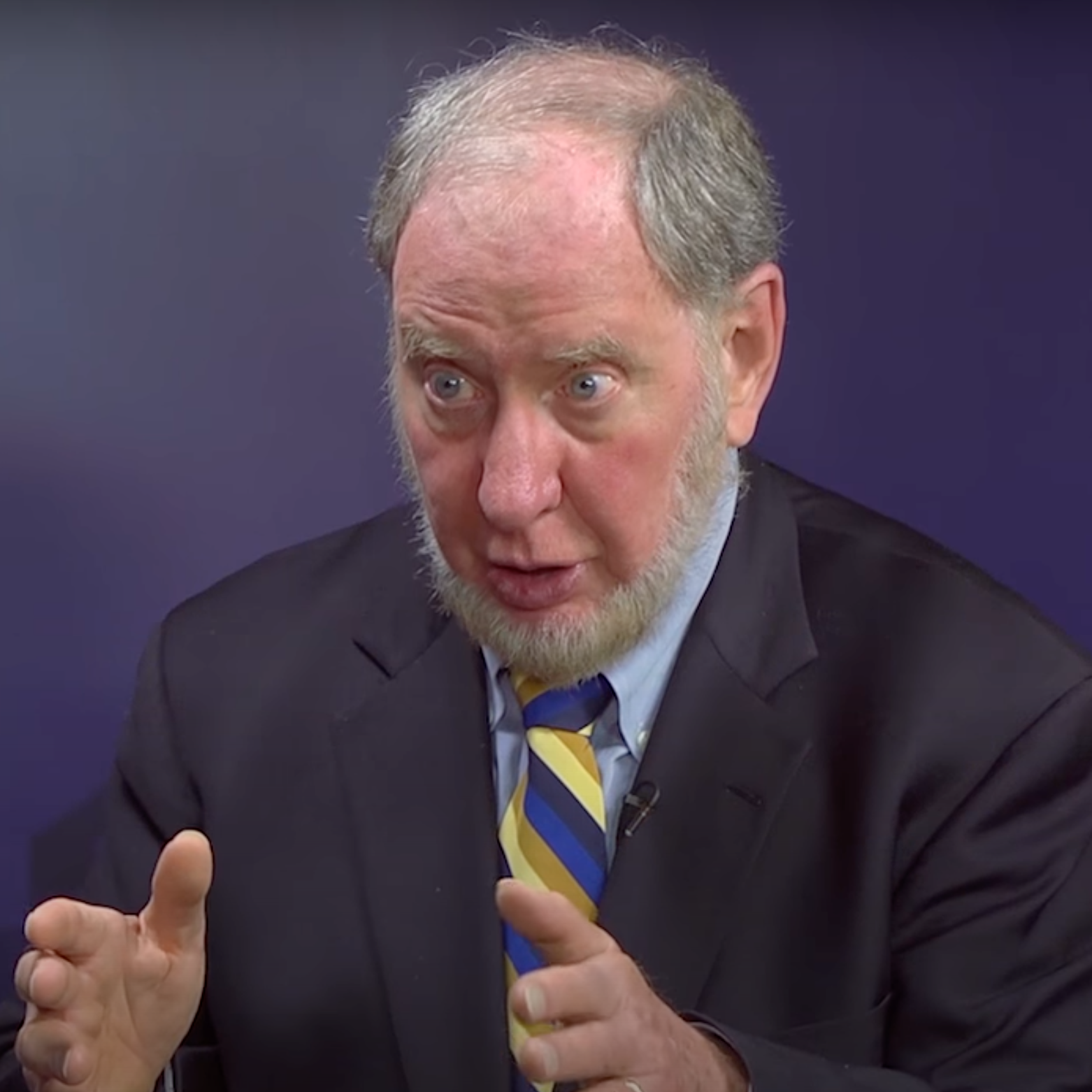
罗伯特·普特南

罗伯特·普特南（英語：Robert David Putnam，1941年1月9日—），美国政治学家，专攻比较政治学，生于纽约州罗切斯特，毕业于斯沃斯莫爾學院和耶鲁大学，哈佛大学肯尼迪政府学院公共政策教授，提出了两层博弈理论，知名著作包括《独自打保龄球》（Bowling Alone）。